# دهه ۸۳۰ (میلادی)
دهه ۸۳۰ (میلادی) دهه هشتاد و سوم تقویم میلادی است.

## درگذشتگان
‎